# Церковь Святого Доминика (Сантьяго)
Церковь Святого Доминика (исп. Iglesia de Santo Domingo de Santiago de Chile) — католический храм в Сантьяго-де-Чили. Расположен на пересечении улиц Санто-Доминго и 21 мая.
Доминиканцы были третьим орденом, прибывшим в Чили, после мерседариев и францисканцев. В 1550-е годы они обосновались в Сантьяго, где в 1557 году основали церковь (дом с часовней), посвящённую Пресвятой Деве Марии Царицы Розария. Строение, возведенное из кирпича и известняка, было разрушено землетрясением 17 марта 1575 года. Второй храм на этом месте был построен в 1606 году мастером-каменщиком Хуаном Гонсалесом. Он имел три нефа, разделённых двенадцатью кирпичными арками, а также главную арку в капелле, каменные стены и деревянную крышу, но также был разрушен землетрясением в 1647 году. Землетрясение 1730 года уничтожило и третий храм, построенный в 1677 году из кирпича.
Начало строительства четвёртой, современной, церкви датируется 1747 годом. Храм построен по проекту португальца Жуана де луш Сантуша Васконселлуша. Он был открыт к 1771 году. В 1795—1796 годах работами занимался архитектор Хоакин Тоэска. Закончен храм был в 1808 году возведением двух башен-колоколен на фасаде.
Четвёртая церковь успешно пережила несколько землетрясений, но серьёзно была повреждена двумя пожарами — 1895 и 1963 годов.
Церковь Святого Доминика представляет собой здание, сочетающее стили неоклассицизма и необарокко. Основная часть храма построена из тёсаного камня. Колокольни построены из глиняного кирпича, покрытого штукатуркой. Передний фасад украшен пилястрами и статуями, установленными в нишах.
С 6 июля 1951 года церковь Святого Доминика в Сантьяго является Национальным памятником Чили (декрет № 5058).

## Галерея

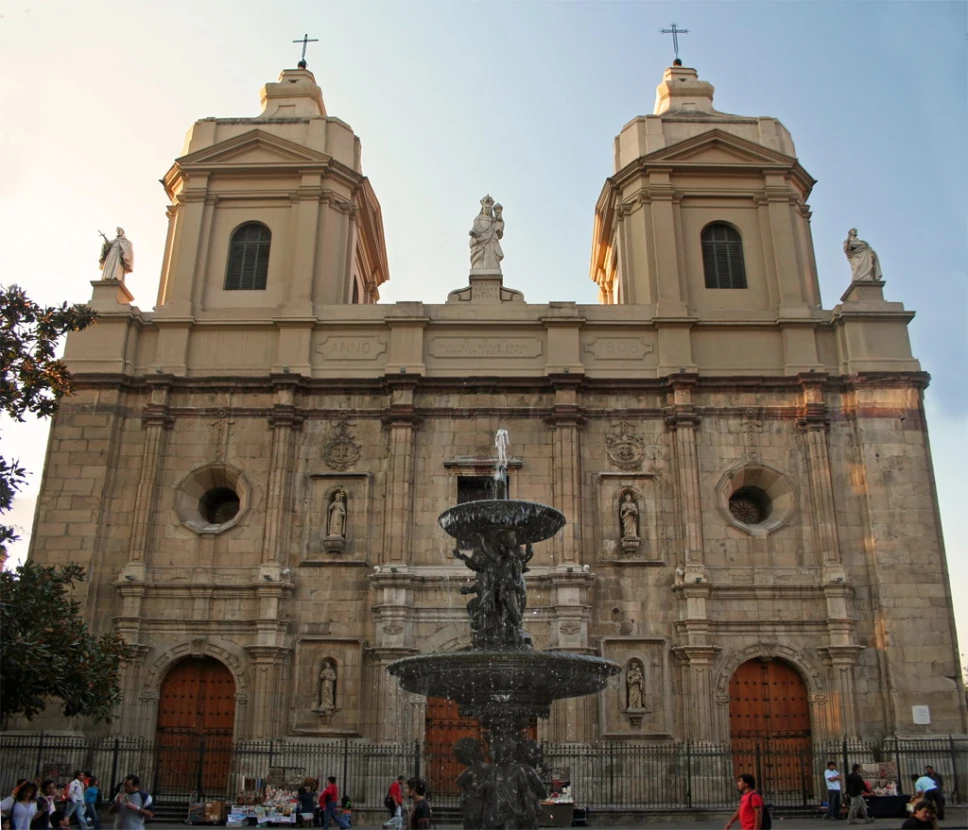
Фасад церкви
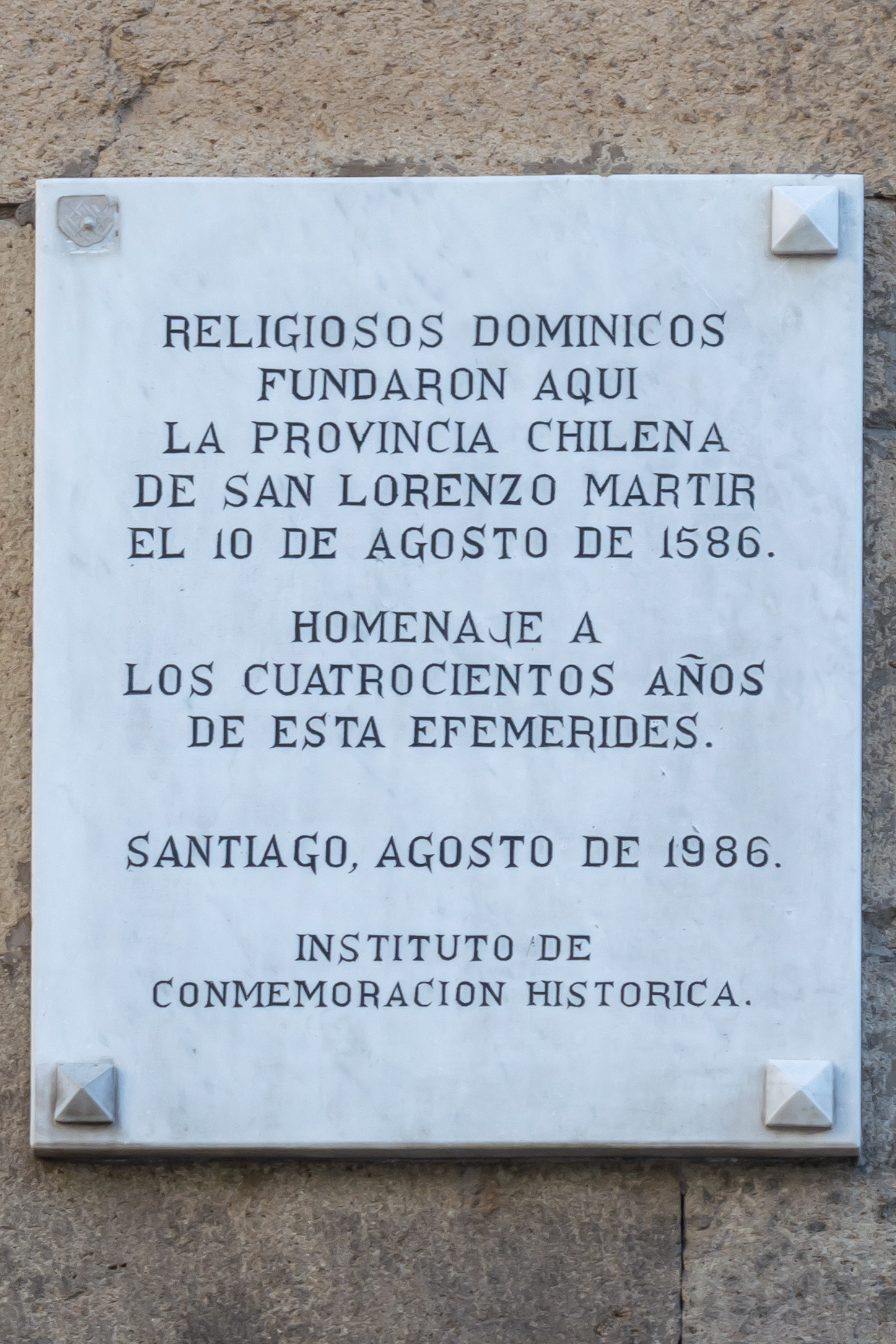
Мемориальная доска
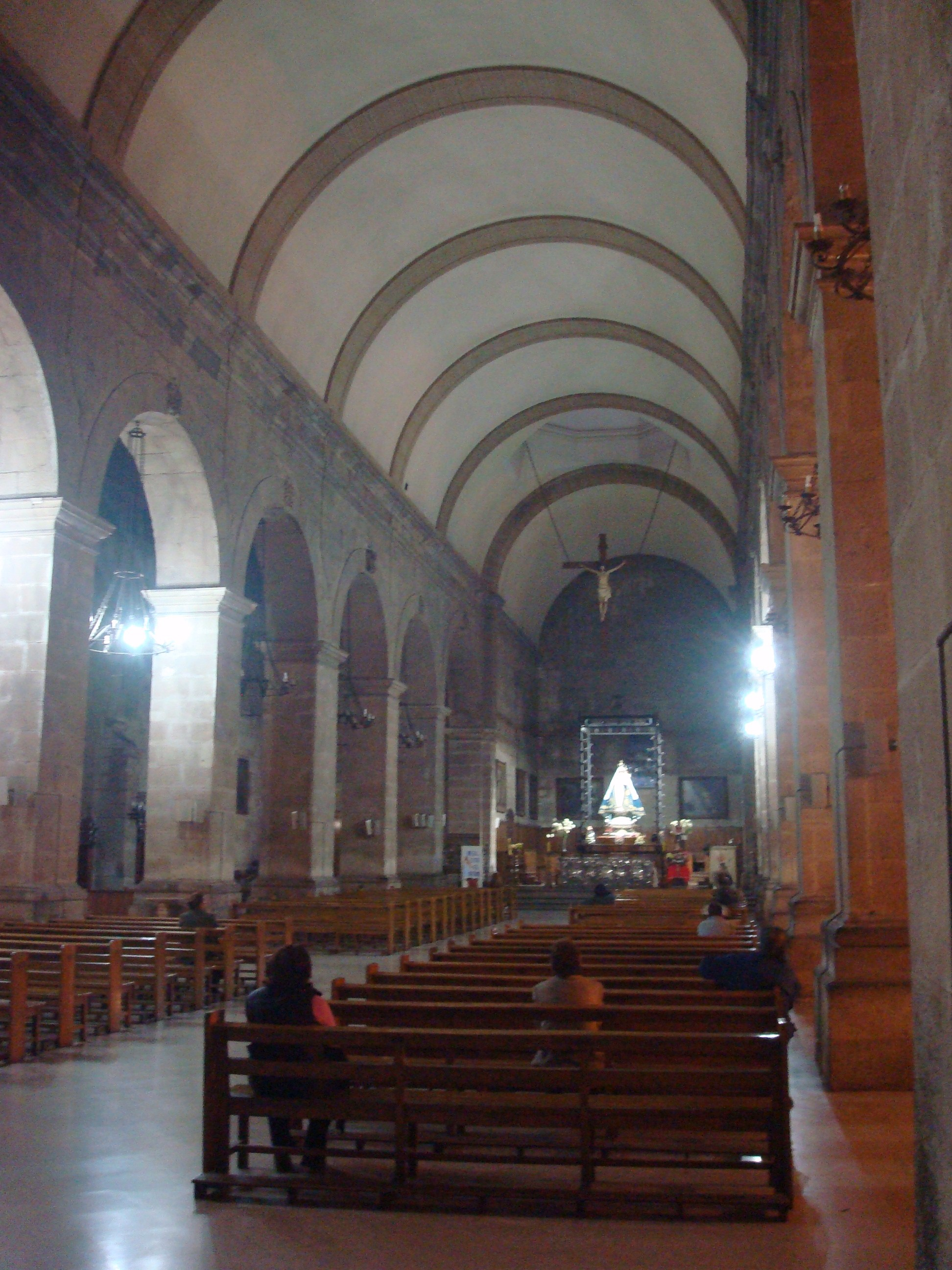
Интерьер церкви
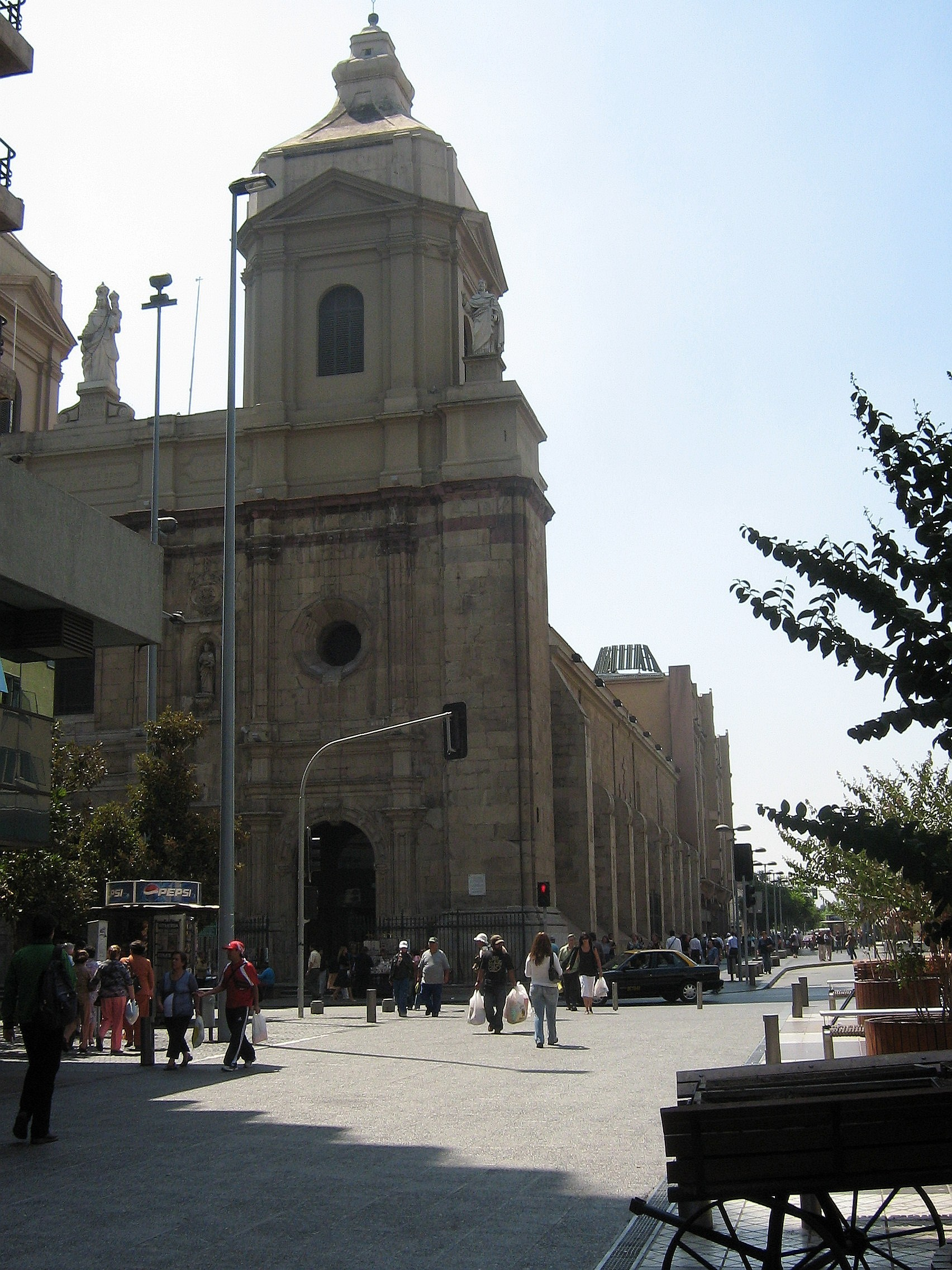
Улица Санто-Доминго